# 莫朗库尔
莫朗库尔（法語：Morlancourt，法語發音：[mɔʁlɑ̃kuʁ]）是法国上法蘭西大區索姆省的一个市镇，属于佩罗讷区。

## 地理
莫朗库尔（49°57'3"N, 2°37'44"E）面积11.87 平方千米，位于法国上法蘭西大區索姆省，该省份为法国北部沿海省份，北起加来海峡省和北部省，西接滨海塞纳省和大西洋英吉利海峡，南至瓦兹省，东临埃纳省。
与莫朗库尔接壤的市镇（或旧市镇、城区）包括：希皮利、梅欧尔特、萨伊洛雷特、昂克尔河畔维尔、埃蒂南-梅里库尔。

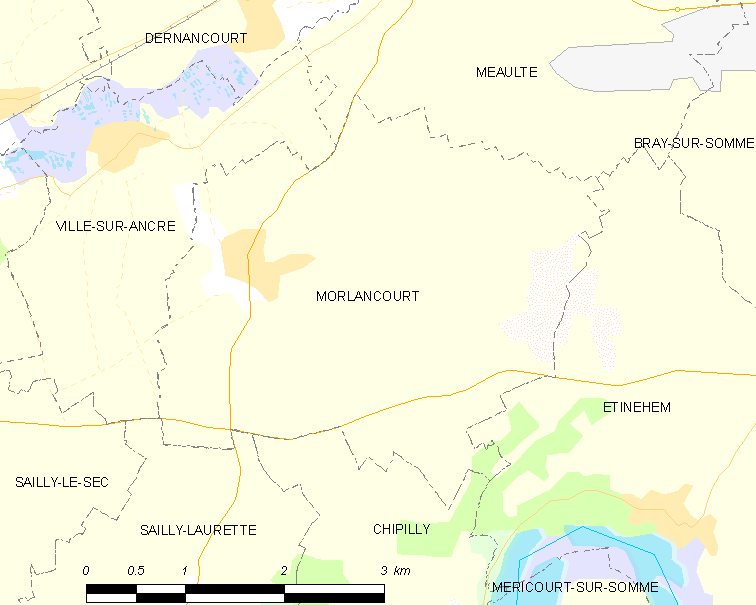
莫朗库尔的OSM定位图

莫朗库尔的时区为UTC+01:00、UTC+02:00（夏令时）。

## 行政
莫朗库尔的邮政编码为80300，INSEE市镇编码为80572。

## 政治
莫朗库尔所属的省级选区为阿尔贝县。

## 人口

1962-2008年间莫朗库尔人口变化图示

莫朗库尔于2022年1月1日时的人口数量为378人。